# СРЦ Боро и Рамиз
Друштвено-спортски рекреативни центар Боро и Рамиз је вишенаменска хала која се налази у Приштини. Садржи две арене, од којих је већа капацитета од 8.000, а мања од 3.000 седишта. Такође обухвата тржни центар, затворени паркинг, две конгресне хале и библиотеку. Зграда у целини има преко 10.000 квадратних метара. Назив је настао по народним херојима Бори Вукмировићу и Рамизу Садикуу који су постали симбол Народноослободилачке борбе Косова и Метохије и представљали братство и јединство између Срба и Албанаца.

## Историја
Године 1975. одржан је референдум и грађани Приштине, главног града тадашње Социјалистичке Аутономне Покрајине Косово, гласали су за изградњу велике хале. Први део комплекса Омладински центар „Боро и Рамиз” свечано је отворен 18. новембра 1977. на годишњицу ослобођења Приштине, док је спортски центар отворен 18. новембра 1981. године.
Назив „Боро и Рамиз” носи по двојици југословенских партизана и народних хероја Југославије из Другог светског рата — Бору Вукмировићу и Рамизу Садикуу. Вукмировић је био Србин, а Садику Албанац, па је тако назван да симболизује братство и јединство између Срба и Албанаца.
Зграда је тешко оштећена у пожару 25. фебруара 2000. године. Делимично је реновирана, али већа арена и конгресна сала су и даље ван употребе.
Власништво над зградом спорно је између града Приштине и Агенције за приватизацију.

## Зграда
Мању арену углавном користи за кошарку КК Приштина. У априлу 2014. била је домаћин Фајнал-фора Балканске лиге у кошарци. Арена се такође користи за футсал, рукомет, атлетику, кошарку, одбојку, бројна друга спортска такмичења, разне концерте, изложбе, сајмове, конвенције и конгресе.
Већа арена тренутно није у употреби због пожара 2000. године. Коментатори и навијачи су позвали да се „Велики Колосеум” реновира и користи за домаће утакмице КК Приштина.
Тржни центар има низ услуга као што су заједнички паркинг, 6D биоскоп, велнес-центар, бројни ресторани, кафићи и продавнице.
Споменик Newborn налази се испред зграде.